# Královna plesu
Královna plesu (v anglickém originále Prom Queen) je dvacátá epizoda druhé série amerického hudebního seriálu Glee a v celkovém pořadí čtyřicátá druhá epizoda. Poprvé se vysílala dne 10. května 2011 ve Spojených státech na televizním kanálu Fox. Napsal ji jeden z tvůrců seriálu Ian Brennan, režíroval ji Eric Stoltz a obsahovala návrat hostující hvězdy Jonathana Groffa. V této epizodě je sbor na McKinleyově střední, New Directions, využit jako hudba pro nadcházející školní ples. Epizoda ukazuje bezpočet dramat okolo středoškolského plesu jako to, že o titul krále a královny plesu se uchází pět členů sboru, studenti řeší své schůzky a oblečení a požitky a zklamání ze samotného plesu.
V den původního vysílání epizodu sledovalo celkem 9,29 milionů amerických diváků a získala 3,7/11 Nielsenova ratingu/podílu na trhu ve věkové skupině od 18 do 49 let. Celková sledovanost oproti předchozí epizodě Drby mírně stoupla. Epizoda získala smíšené až pozitivní recenze, kdy kritici obecně podporovali poslední segment s králem a královnou plesu, jejíž rozuzlení mohli vědět diváci již několik epizod předtím. Nicméně hudba byla většinou přijata z nadšením a zvláštní chvála byla věnována před-plesovým ztvárněním písní "Rolling in the Deep" a "Isn't She Lovely". V epizodě zazněly cover verze šesti písní, byly vydány jako singly a umístily se v hitparádě Billboard Hot 100.

## Děj epizody
Když se blíží školní ples McKinleyovy střední, Finn Hudson (Cory Monteith) a Quinn Fabray (Dianna Agron) jsou favoriti na titul král a královna plesu. Jejich protivník Noah "Puck" Puckerman (Mark Salling) zjistí, že jeho vztah s Lauren Zizes (Ashley Fink) poškodil jeho pověst zlého kluka a chce ji obnovit tím, že na plese chce přimíchat alkohol do plesového punče. Mezitím Dave Karofsky (Max Adler) a Santana Lopez (Naya Rivera) zintenzivňují své volební úsilí v anti-šikanující skupině Bully Whips.
Ředitel Figgins (Iqbal Theba) požádá školní sbor, New Directions, aby vystoupil na plese. Členové bez partnera na ples, Mercedes Jones (Amber Riley), Rachel Berry (Lea Michele) a Sam Evans (Chord Overstreet) se rozhodnou jít na ples jako skupina. Rachelin bývalý přítel (Jonathan Groff) se vrací a zpívá s ní improvizovaný duet "Rolling in the Deep". Omlouvá se jí, že se k ní špatně choval a přidává se k jejich plesové skupině.
Kurt Hummel (Chris Colfer) pozve Blaina Andersona (Darren Criss) na ples. Blaine mu odhalí, že byl na své bývalé škole na plese po tanci zbit, krátce po svém coming outu, ale souhlasí, že s ním na ples půjde. On a Kurtův otec Burt (Mike O'Malley) vyjadřují doma obavy ohledně Kurtova odvážného oblečení na ples, ale Kurt je přesvědčen, že bude sám sebou a vezme si to na ples. Je potěšen náhlou absencí homofobní šikany ve škole a navrhuje bývalému tyranovi Karofskemu, že by měl také provést coming out. Karofsky odmítne, ale v slzách se Kurtovi omluví.
Artie Abrams (Kevin McHale) pozve na ples svou bývalou přítelkyni Brittany Pierce (Heather Morris) tím, že ji zazpívá píseň "Isn't She Lovely?". Ona ale odmítá a tak se Puck přidává k Puckovi, když plánuje dát do nealkoholického punče alkohol. Na plese oba dva a Sam zpívají "Friday". Rachel vystoupí s písní "Jar of Hearts" a Blaine, doprovázený Brittany a Tinou Cohen-Chang (Jenna Ushkowitz) zpívá "I'm Not Gonna Teach Your Boyfriend How to Dance with You". Finn je rozzlobený obnovením vztahu Jesseho a Rachel a začne se s Jessem na plese prát. Jejich souboj přeruší Sue Sylvester (Jane Lynch), která také chytne Artieho, který lije tekutinu do punče. Artie odmítá, že by pomáhal Puckovi při dělání špatných věcí a nakonec se přizná, že do punče lil nealkoholickou limonádu.
Karofsky je zvolen jako král plesu a nenominovaný Kurt je zvolen jako královna plesu. Kurt z tělocvičny uteče v ponížení a Blaine ho utěšuje. Quinn je zoufalá z toho, že prohrála a dá Rachel facku, ale okamžitě toho lituje, zatímco Santanu utěšuje Brittany, která ji řekne, aby byla radši sama sebou, než schovávala svou lesbickou identitu. Kurt se uklidní a vrací se na korunovaci; jeho komentář—"Zbledni závistí, Kate Middleton"—si vyžádá potlesk, který vyvrcholí do nadšených ovací. Karofsky, který náhle musí tancovat s jiným chlapcem v tradičním tanci krále a královny, to nemůže udělat, odmítá Kurtův návrh o coming outu a nechává tam Kurta stát samotného. Blaine požádá Kurta, zda si s ním může zatančit a později se k nim přidají i další studentské páry.

## Seznam písní
- "Rolling in the Deep"
- "Isn't She Lovely"
- "Friday"
- "Jar of Hearts"
- "I'm Not Gonna Teach Your Boyfriend How to Dance with You"
- "Dancing Queen"

## Hrají
| Dianna Agron     | Quinn Fabray          |
| Chris Colfer     | Kurt Hummel           |
| Jane Lynch       | Sue Sylvester         |
| Jayma Mays       | Emma Pillsburry       |
| Kevin McHale     | Artie Abrams          |
| Lea Michele      | Rachel Berry          |
| Cory Monteith    | Finn Hudson           |
| Heather Morris   | Brittany Pierce       |
| Matthew Morrison | William Schuester     |
| Mike O'Malley    | Burt Hummel           |
| Amber Riley      | Mercedes Jones        |
| Naya Rivera      | Santana Lopez         |
| Mark Salling     | Noah „Puck“ Puckerman |
| Jenna Ushkowitz  | Tina Cohen-Chang      |